# 横手北スマートインターチェンジ
横手北スマートインターチェンジ（よこてきたスマートインターチェンジ）は、秋田県横手市にある秋田自動車道のスマートインターチェンジである。本線直結型であり、利用可能車種はETC搭載の全車種で24時間運用。上下線ともに出入可である
なお本稿では、併設する高速バス停留所・横手北インターバスストップ（よこてきたインターバスストップ）についても記述する。

## 概要
秋田自動車道の横手インターチェンジと大曲インターチェンジの間、横手市猪岡に位置し、2017年6月10日に着工、2019年8月4日に供用を開始した。秋田県内のスマートインターチェンジでは西仙北に次ぐ2箇所目の設置となった。
主要地方道である秋田県道29号横手大森大内線と接続し、大雄地域や大森地域を始めとする横手市北西部から高速道路への相互アクセス時間の短縮、近年増加している大仙市から平鹿総合病院（県南唯一の救命救急センター）への救急搬送時間を短縮する効果などがあるとして、整備が進められた。
総事業費は約33億円で、横手市内で10分以内に高速道路が利用可能な地域は、本スマートインターの開業により、5割から6割に増えた。

## 道路
- E46 秋田自動車道（3-1番）

## 接続する道路
- 横手市道横手北スマートインター線[6]
- 秋田県道29号横手大森大内線（間接接続）

## 沿革
当初は、2019年（令和元年）3月頃の供用開始を予定していたが、2017年（平成29年）7月に接続道路の工事のため地盤を掘削したところ、想定を上回る量の地下水が浸出。地下水の侵入を防ぐための対策工事が必要となり、予定の5ヶ月遅れほどで供用を開始することとなった。
- 2014年（平成26年）8月8日 : 国土交通省より連結許可が下りる[8][9]。
- 2017年（平成29年）
  - 5月 : 名称決定[10]。
  - 6月10日 : 着工[4][11]。
- 2019年（令和元年）8月4日 : 供用開始[3]。
- 2021年（令和3年）6月5日：利用台数50万台達成セレモニーを開催[12]。

## 周辺
- ローソン 横手赤川店
- 旭保育園

## 横手北インターバスストップ
営業上のバス停名は横手北インター。高速バス利用者用のパークアンドライド駐車場が設置されている。

### 停車路線
- 湯沢・横手 - 秋田（運行会社：羽後交通・秋田中央交通）
  - 秋田方面は乗車のみ。湯沢方面は降車のみ。

## 隣
E46 秋田自動車道
(3)横手IC - (3-1)横手北スマートIC - 大森PA - (4)大曲IC